# Amel Brahim-Djelloul
Amel Brahim-Djelloul, född i Alger 1975, är en fransk-algerisk operasångare (sopran). Hon spelade inledningsvis violin i hemstaden, innan hon övergick till sången. På sin lärares inrådan begav hon sig som 23-åring till Frankrike för att utbilda sig, först vid École nationale de musique de Montreuil, därefter vid Conservatoire de Paris där hon tog examen 2003. 
I sin scendebut 2002 spelade hon Pamina i Trollflöjten på Opéra de Massy. Bland övriga roller märks Susanna i Figaros bröllop, Despina i Così fan tutte, Nanetta i Falstaff och Yniold i Pelléas et Mélisande. 
Brahim-Djelloul uppskattas mycket för sin röstkvalitet, som beskrivs som varm och fyllig. 